# Frank Baum
Ne doit pas être confondu avec Lyman Frank Baum.
Pour les articles homonymes, voir Baum.
Frank Baum (né le 30 janvier 1956 à Zwenkau) est un footballeur international est-allemand. Il participe aux Jeux olympiques d'été de 1980, remportant la médaille d'argent avec l'Allemagne de l'Est.

## Biographie

### En club
Frank Baum joue principalement en faveur du FC Lokomotive Leipzig. Il remporte avec cette équipe trois Coupes de RDA.
Il dispute au cours de sa carrière plus de 300 matchs en championnat (D1 / D2), marquant une vingtaine de buts. Au sein des compétitions européennes, il joue 15 matchs en Coupe de l'UEFA (deux buts), et 17 matchs en Coupe des coupes (un but). Il atteint la finale de la Coupe des coupes en 1987 avec le Lokomotive Leipzig, en étant battu par l'Ajax Amsterdam.

### En équipe nationale
Frank Baum reçoit 17 sélections en équipe de RDA entre 1979 et 1986, sans inscrire de but.
Il joue son premier match en équipe nationale le 28 février 1979, en amical contre la Bulgarie (défaite 1-0 à Bourgas).
Il joue deux matchs rentrant dans le cadre des éliminatoires du mondial 1982, et trois rencontres lors des éliminatoires de l'Euro 1984.
Le 12 septembre 1984, il officie comme capitaine lors d'un match amical contre la Grèce (victoire 1-0 à Zwickau). Il reçoit sa dernière sélection le 20 août 1986, en amical contre la Finlande (défaite 1-0 à Lahti).
Avec l'équipe olympique, il participe aux Jeux olympiques d'été de 1980 organisés à Moscou. Lors du tournoi olympique, il joue cinq matchs. La RDA atteint la finale de la compétition, en étant battue par la Tchécoslovaquie.

## Palmarès

### équipe de RDA
- Jeux olympiques de 1980 :
  -  Médaille d'argent.

### Lokomotive Leipzig
- Coupe des coupes
  - Finaliste : 1987.

- Coupe de RDA
  - Vainqueur : 1981, 1986 et 1987.